# La máscara de fuego
La máscara de fuego (en inglés: The Face Behind the Mask) es una película policíaca de cine negro estadounidense de 1941 dirigida por Robert Florey y protagonizada por Peter Lorre. El guion fue adaptado por Paul Jarrico, Arthur Levinson y Allen Vincent de la obra Interim, escrita por Thomas Edward O'Connell.

## Sinopsis
La película es la historia de un esperanzado inmigrante húngaro, Janos Szabo, quien, en su primer día en la ciudad de Nueva York, queda atrapado en un incendio en un hotel que le deja horribles cicatrices en la cara. Es rechazado en el empleo debido a su apariencia, aunque posee una gran habilidad como relojero, y la única forma en que puede sobrevivir es recurriendo al robo, usando sus manos hábiles para desactivar las alarmas. Finalmente, se convierte en el líder de una banda de ladrones y recauda dinero para encargar y usar una máscara de látex realista de su propia cara.
Luego, Janos se enamora de Helen, una mujer ciega que solo ve lo bueno en él e intenta dejar atrás su vida criminal. Desafortunadamente, su pandilla llega a creer que los ha traicionado ante la policía e intentan matarlo con un coche bomba, un atentado contra su vida al que sobrevive pero que mata a Helen. En represalia, Janos se disfraza como el piloto del avión privado con el que la pandilla está volando fuera de la ciudad, aterriza en el desierto de Arizona y deja escapar el combustible, dejando varados suicidamente a la pandilla y a él mismo sin comida ni agua, condenándolos a todos a una muerte lenta. Al final de la película, la policía descubre el cuerpo de Janos y el de sus enemigos.

## Reparto
- Peter Lorre como Janos 'Johnny' Szabo;
- Evelyn Keyes como Helen Williams;
- Don Beddoe como el teniente Jim O'Hara;
- George E. Stone como Dinky;
- John Tyrrell como Watts;
- Stanley Brown como Harry;
- Cy Schindell como Benson (como Al Seymour);
- James Seay como Jeff Jeffries;
- Warren Ashe como el reportero Johnson;
- Charles C. Wilson como el jefe O'Brien (como Charles Wilson);
- George McKay como Terry Finnegan.

## Producción
La máscara de fuego fue dirigida por el director francoestadounidense Robert Florey y escrita por Paul Jarrico y Allen Vincent. La película está basada en la obra de radio Interim de Thomas Edward O'Connell. Florey previamente hizo contribuciones a la película Frankenstein de Universal Studios de 1931 antes de que James Whale fuera contratado como director, y había dirigido Murders in the Rue Morgue. El guion de la película fue escrito pensando específicamente en Peter Lorre para el papel principal de la película, con paralelismos con la propia vida de Lorre, como recordó el coguionista Jarrico: «El guion estaba 'a la medida', según recuerdo, en cierto sentido, Lorre ya había sido elegido.» Lorre fue elegido para el papel principal de la película de Janos 'Johnny' Szabo como la primera de un acuerdo de dos películas que fue contratado para hacer para Columbia Pictures. Evelyn Keyes, que había protagonizado Lo que el viento se llevó de Victor Fleming, fue elegida como el interés amoroso de Janos, Helen Williams. Los actores Don Beddoe, George E. Stone, John Tyrrell y Cy Schindell fueron elegidos para papeles secundarios en la película. Tyrell y Schindell eran habituales en Columbia Pictures y eran conocidos por protagonizar los cortometrajes de los Tres Chiflados del estudio.
La fotografía principal comenzó el 6 de noviembre de 1940 y duró 20 días.

## Lanzamiento
La máscara de fuego tuvo su estreno oficial el 16 de enero de 1941.

## Recepción
La máscara de fuego fue mal recibido durante su lanzamiento inicial. En su reseña de la película de 1941, The New York Times criticó la película y escribió: «A pesar de cierta pretensión hacia las cosas psicológicas, La máscara de fuego puede establecerse con seguridad como otro simple ejercicio melodramático en el que los talentos de Peter Lorre nuevamente se ven obstaculizados por los diálogos trillados y las manipulaciones convencionales de la trama.»
Las críticas contemporáneas de la película han sido más positivas. La Guide to Movies and Videos de Blockbuster calificó la película con tres de cuatro estrellas, elogiando la dirección, la premisa y las actuaciones de la película. Leonard Maltin otorgó a la película tres de las cuatro estrellas posibles y calificó la película como «extremadamente bien hecha con un presupuesto reducido.» Dennis Schwartz de Ozus' World Movie Reviews le dio a la película una B+ en una escala de A+ a F, calificándola de «una historia de terror que ofrece una visión del sueño americano que se vuelve fea y equivocada.» TV Guide calificó la película con dos de cuatro estrellas describiéndola como «una película elegante sobre el sufrimiento humano.»

### Libros
- Anon. (1994). Blockbuster Video guide to movies and videos, 1995. Dell Publishing. ISBN 978-0-440-21766-4.
- Ascheid, Antje; Baer, Hester; Guenther-Pal, Alison (2003). Light Motives: German Popular Film in Perspective. Wayne State University Press. ISBN 0-8143-3045-2.
- Johnson, Tom (2006). Censored Screams: The British Ban on Hollywood Horror in the Thirties. McFarland. ISBN 978-0-7864-2731-4.
- Harris M. Lentz III (2009). Obituaries in the Performing Arts, 2008: Film, Television, Radio, Theatre, Dance, Music, Cartoons and Pop Culture. McFarland. ISBN 978-0-7864-5384-9.
- Maltin, Leonard; Green, Spencer; Edelman, Rob (2010). Leonard Maltin's Classic Movie Guide. Plume. ISBN 978-0-452-29577-3.
- Gregory William Mank (2010). Bela Lugosi and Boris Karloff: The Expanded Story of a Haunting Collaboration, with a Complete Filmography of Their Films Together. McFarland. ISBN 978-0-7864-5472-3.
- Pitts, Michael (2014). Columbia Pictures Horror, Science Fiction and Fantasy Films, 1928-1982. McFarland. ISBN 978-0-7864-5766-3.
- Seely, Peter; Pieper, Gail (2007). Stoogeology: Essays on the Three Stooges. McFarland. ISBN 978-0-7864-2920-2.
- Thomson, David (2014). The New Biographical Dictionary of Film: Sixth Edition. Knopf Doubleday Publishing Group. ISBN 978-1-101-87470-7.
- Youngkin, Stephen (2005). The Lost One: A Life of Peter Lorre. University Press of Kentucky. ISBN 0-8131-2360-7.

### Sitios web
- «Catalog - The Face Behind the Mask». AFI.com. American Film Institute. Consultado el 7 de noviembre de 2019.
- T.M.P. (7 de febrero de 1941). «At the Rialto». Associated Press. The New York Times. Consultado el 6 de noviembre de 2019.
- Schwartz, Dennis (4 de febrero de 2008). «FACE BEHIND THE MASK, THE». DennisSchwartzReviews.com. Dennis Schwartz Reviews. Consultado el 6 de noviembre de 2019.
- «The Face Behind The Mask - Movie Reviews and Movie Ratings». TVGuide.com. TV Guide. Consultado el 6 de noviembre de 2019.

- Datos: Q1168382